# Łukasz Skorupski
Łukasz Skorupski, né le 5 mai 1991 à Zabrze, est un footballeur international polonais. Il évolue au poste de gardien de but au Bologne FC.

## Biographie

### En club
En 2014, il joue avec l'AS Rome deux matchs rentrant dans le cadre de la phase de groupe de la Ligue des champions, contre le club anglais de Manchester City, et l'équipe allemande du Bayern Munich.
Par la suite, en 2015, il participe à la phase finale de la Ligue Europa, disputant les seizièmes de finale face au Feyenoord Rotterdam, et les huitièmes de finale contre l'ACF Fiorentina.
Après avoir passé cinq ans au club, il quitte l'AS Rome pour signer le 22 juin 2018 un contrat de quatre ans au Bologne FC.

### En équipe nationale
Il reçoit sa première sélection en équipe de Pologne le 14 décembre 2012, en amical contre la Macédoine (victoire 1-4). Il doit toutefois attendre le 27 mars 2018 pour recevoir sa deuxième sélection, en amical contre la Corée du Sud (victoire 3-2).
En juin 2021, il est retenu par le sélectionneur Paulo Sousa afin de participer au championnat d'Europe 2020. Il officie toutefois comme gardien remplaçant et doit se contenter du banc de touche. Avec un bilan d'un nul et deux défaites, la Pologne est éliminée dès le premier tour.
Le 10 novembre 2022, il est sélectionné par Czesław Michniewicz pour participer à la Coupe du monde 2022.
Le 8 juin 2024, il figure dans la liste des 26 joueurs polonais retenus par Michał Probierz pour participer à l'Euro 2024.

## Palmarès
Bologne FC
- Coupe d'Italie (1) :
  - Vainqueur en 2025[7]